# Vit grouper
Vit grouper (Epinephelus aeneus) är en art i familjen havsabborrfiskar som finns i östra Atlanten. 

## Utseende
Arten har en avlång kropp med små ögon och 3 till 6 taggar på gällocket. Ryggfenan har 9 taggstrålar, varav den 3:e eller 4:e är längre än de övriga, och 14 till 16 mjukstrålar. Analfenan har 3 taggstrålar och 7 till 9 (vanligen 8) mjukstrålar, medan bröstfenorna har 18 till 19 mjukstrålar. Stjärtfenan är rundad. Fjällen är små och inbäddade i den tjocka huden.
Färgen är grönaktigt violett med mörkare, brunvioletta fenor som har vitaktiga eller ljust gammalrosa kanter. På huvudet har den 3 till 4 ljusblå eller vita tvärlinjer över gällocket; dessa kan vara otydliga hos stora individer. Ungfiskarna har mörka prickar över kropp och fenor, som på kroppen samlar sig till 5 otydliga band.
Som mest blir arten 120 cm lång och kan väga 25 kg, men den blir sällan mycket längre än 60 cm.
Det finns tecken på att den vita groupern vandrar årligen från Mauretanien till Senegal under påverkan av havsströmmar.

## Vanor
De vuxna fiskarna lever på sand- gyttje- eller stenbotten på djup mellan 20 och 200 m, medan ungfiskarna uppehåller sig i kustnära laguner eller i flodmynningarnas brackvatten. Födan består till största delen av fisk, med mantisräkor, krabbor och bläckfiskar som andrahandsval.

### Fortplantning
Arten är hermafrodit, och börjar sitt liv som hona. De flesta individer byter kön vid en storlek av 9 kg, men så små hanar som 3 till 5 kg har påträffats. Honan blir vanligen könsmogen vid en längd av 50 till 60 cm och 3 kg. Lektiden förefaller infalla under juni till juli i sydöstra Tunisien, och under våren i Medelhavet. I fångenskap har honorna lagt mellan 750 000 to 1 200 000 ägg.

## Betydelse för människan
Den vita groupern är föremål för ett kommersiellt fiske och av stor betydelse i Medelhavet och Västafrika. Speciellt i det senare området är den mycket uppskattad. Vanligen fångas den på rev eller med trål. Lyckade odlingsförsök har utförts i Israel.

## Status
Arten har klassificerats som nära hotad ("NT") av IUCN på grund av artens tydliga tillbakagång. Främsta hotet är överfiske.

## Utbredning
Den vita groupern finns i östra Atlanten från södra Medelhavet längs Afrikas västkust till södra Angola. Obekräftade fynd har rapporterats från Kanarieöarna och Kap Verdeöarna. Något enstaka fynd har gjorts vid Englands sydkust.